# ありあまるごちそう
『ありあまるごちそう』（We Feed the World）は、工場式農業（factory farming）を扱った2005年のドキュメンタリー映画

## 参照・外部リンク
- 公式ウェブサイト（英語）
- 公式ウェブサイト（日本語）
- We Feed the World - IMDb（英語）
- We Feed the World - オールムービー（英語）
- We Feed the World at Google Videos